# Досень
Досень, Досені (рум. Doseni) — село у повіті Горж в Румунії. Входить до складу комуни Албень.
Село розташоване на відстані 208 км на захід від Бухареста, 24 км на схід від Тиргу-Жіу, 76 км на північ від Крайови.

## Населення
За даними перепису населення 2002 року у селі проживали 34 особи, усі — румуни. Усі жителі села рідною мовою назвали румунську.